# Blocksberg (Flensburg)

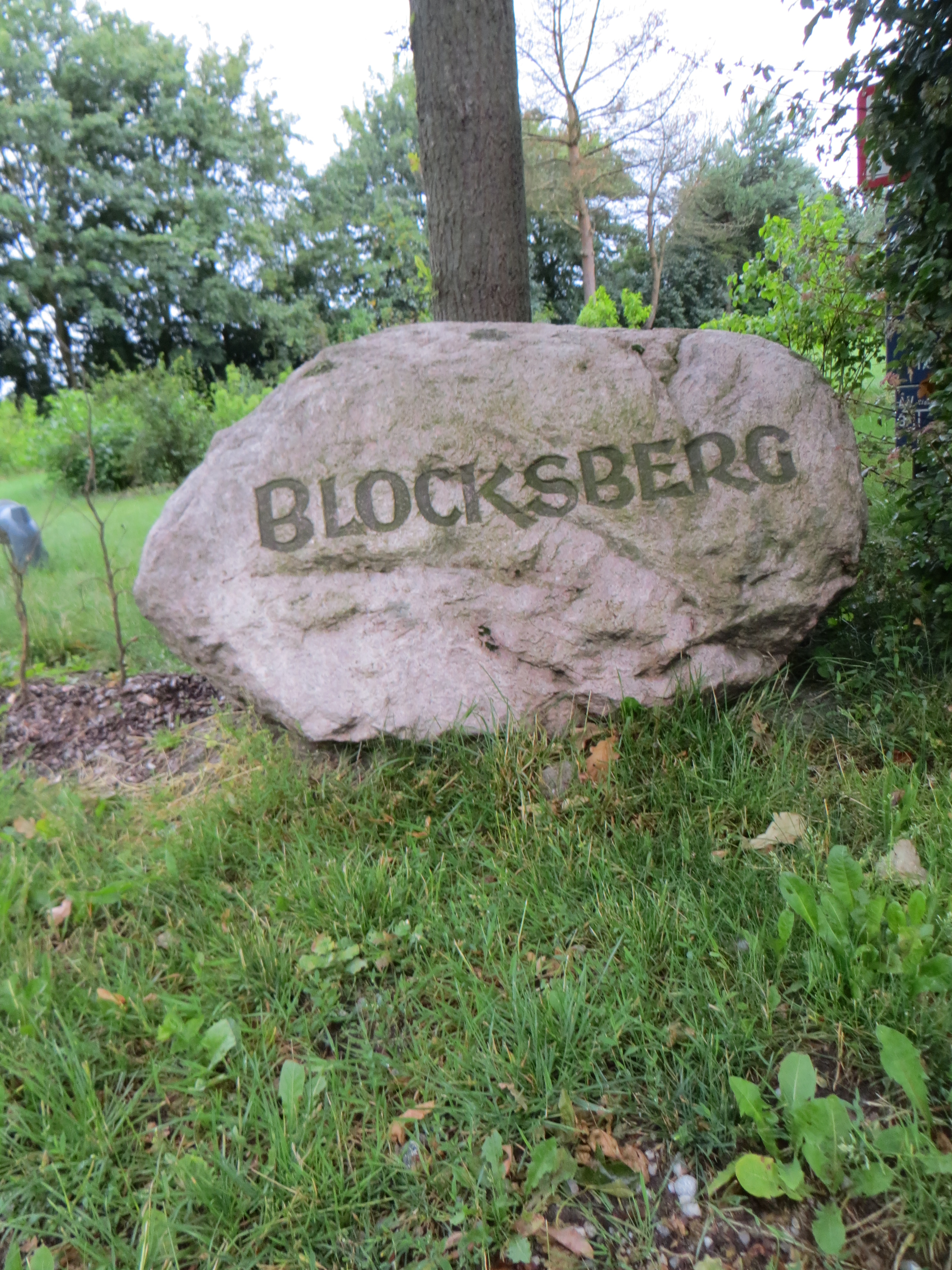
Blocksberg-Stein beim Hof Blocksberg

Blocksberg (dänisch: Bloksbjerg) ist ein Gebiet der Stadt Flensburg im Osten der Stadt, beim dort angrenzenden Wees. Das Gebiet ist Teil eines Grünzuges, der vom Flensburger Hafen, über das Lautrupsbachtal, Adelby, dem Vogelsang, Blocksberg und dem Tremmeruper Wald bis zum Schloss Glücksburg reicht.

## Geschichte
In der Gegend hielten sich offenbar schon seit grauer Vorzeit Menschen auf. Bis zu seiner Zerstörung am Ende des 19. Jahrhunderts bezeugte dies unter anderem das Großsteingrab Wees, welches unweit von Blocksberg lag. Johann Christian Gude berichtete zudem im 18. Jahrhundert, dass man im Umland von Flensburg und Glücksburg „sehr viele Grabhügel vormals angetroffen [habe], die in kurzen Jahren zerstört wurden, weil man die Steine behauen und zum Bauen gebraucht hat.“ Er berichtete weiter: „Nicht weit von der Heckkate am Flensburgschen Wege liegt ein kleiner Hügel mit einigen Eichen bewachsen, wo vormals ein heidnischer Altar und hiervon vor wenigen Jahren die Steine noch zu sehen gewesen. Ein solcher abgesonderter Ort, hieß Hayn, lucus, Hagen oder Hege, und war ein geheiligter Wald. Die alten nordischen Heiden und heidnische Holsteiner, hatten keine Tempel, sondern nur steinerne Altäre unter einem Eichenbaum, bei welchem sie ihre Anbetung verrichteten, und wo selbst sie ihre Abgötter blutig Opfer brachten. Diese Altäre lagen zwischen Westen und Osten und bestanden aus 3 oder 4 großen Steinen, über welchen ein großer platter Stein lag.“ Die besagte Heckkate (Kate Geschlossenheck) lag am Rande vom Blocksberger Gebiet. Daneben wurden noch weitere Spuren vergangenen menschlichen Lebens entdeckt. Auf seiner recht großen Ackerfläche, bemerkte der Blocksberger Bauer noch im 20. Jahrhundert beim Pflügen uralte, schwarze, holzkohlhaltige Brandflecken.
Wann genau und unter welchen genauen Umständen das Gebiet seinen Namen erhielt ist unklar. Der Name Blocksberg verweist zwar auf einen sogenannten „Hexentanzplatz“ auf einem Berg, doch einen hohen Berg gab es dort offenbar nie, auch wenn sich durch den Ackerbau im Laufe der Zeit die Geländeformation ein wenig verändert haben dürfte. Dennoch, an die Existenz von Hexen glaubte man auch im Raume Flensburg. In Flensburg sind aus dem 16. Jahrhundert und dem Anfang des 17. Jahrhunderts Hexenprozesse und Hexenverbrennungen überliefert. Im Jahr 1563 fällte der Flensburger Rat ein entsprechendes Todesurteil, im Jahre 1564 gleich vier solcher Todesurteile. 1608 und 1620 fanden Hinrichtungen von Personen, die der Hexerei beschuldigt wurden, statt. Im Laufe der Zeit wurden so wohl insgesamt 14 Frauen beim Galgenberg nahe Galwik verbrannt.
Um 1400 gehörte Blocksberg wohl dem Adligen Peter Lund. Von dessen Tochter Catharina erhielt um 1430 dann das St. Jürgenhospital (Vgl. St. Jürgen-Kirche (Flensburg)) den Vogelsang, wozu wohl auch Blocksberg gehört haben dürfte. Doch eine klare namentliche Nennung, des Blocksberger Gebietes, hinsichtlich dieser Vorgänge, ist nicht überliefert. Das Gebiet gehörte damals noch nicht zur Stadt Flensburg, sondern noch zum Kirchspiel Adelby.
Zum Ende des 16. Jahrhunderts ließ Herzog Johann der Jüngere das ungefähr 6 km entfernte Schloss Glücksburg errichten. Er ließ darüber hinaus um das Kirchspiel Munkbrarup, das sich in seinem Besitz befand, offenbar einen Wildzaun (niederdeutsch: Heck) bauen. Auch am Rande des Blocksberger Gebietes befand sich dieser Wildzaun, der auch ungewollte Leute fernhalten sollte. Zusätzlich befand sich dort am Rande ein Durchlasstor. Für das Öffnen des Tores war der Kätner zuständig, weshalb die dortige Kate in der Folgezeit ihren Namen Geschlossenheck erhielt. Der Name Geschlossenheck ist aber nicht einmalig in der Gegend des ehemaligen Kirchspiels Munkbrarup. Ein weiterer Hof mit dem Namen Geschlossenheck existiert in Dollerup, der offensichtlich denselben Hintergrund hat.
Im Jahre 1717 wurde das Gebiet unter dem Namen Blocksberg in einer Urkunde des St. Jürgenhospitals erstmals erwähnt. In den 1850er Jahren standen im Blocksberger Gebiet wohl nicht viele Gebäude. Eine Kate Blocksberg, die offenbar dem St. Jürgenhospital gehörte, ist überliefert. Ab 1885 hielt die Flensburger Kreisbahn in Kauslund, an welches Blocksberg, im Westen grenzt. Nicht weit entfernt in Wees hielt die Bahn ein weiteres Mal. Durch den Bau der besagten Bahn dürfte sich abermals die Geländeformation des Gebietes verändert haben.

## Anekdote vom Hexenaberglauben

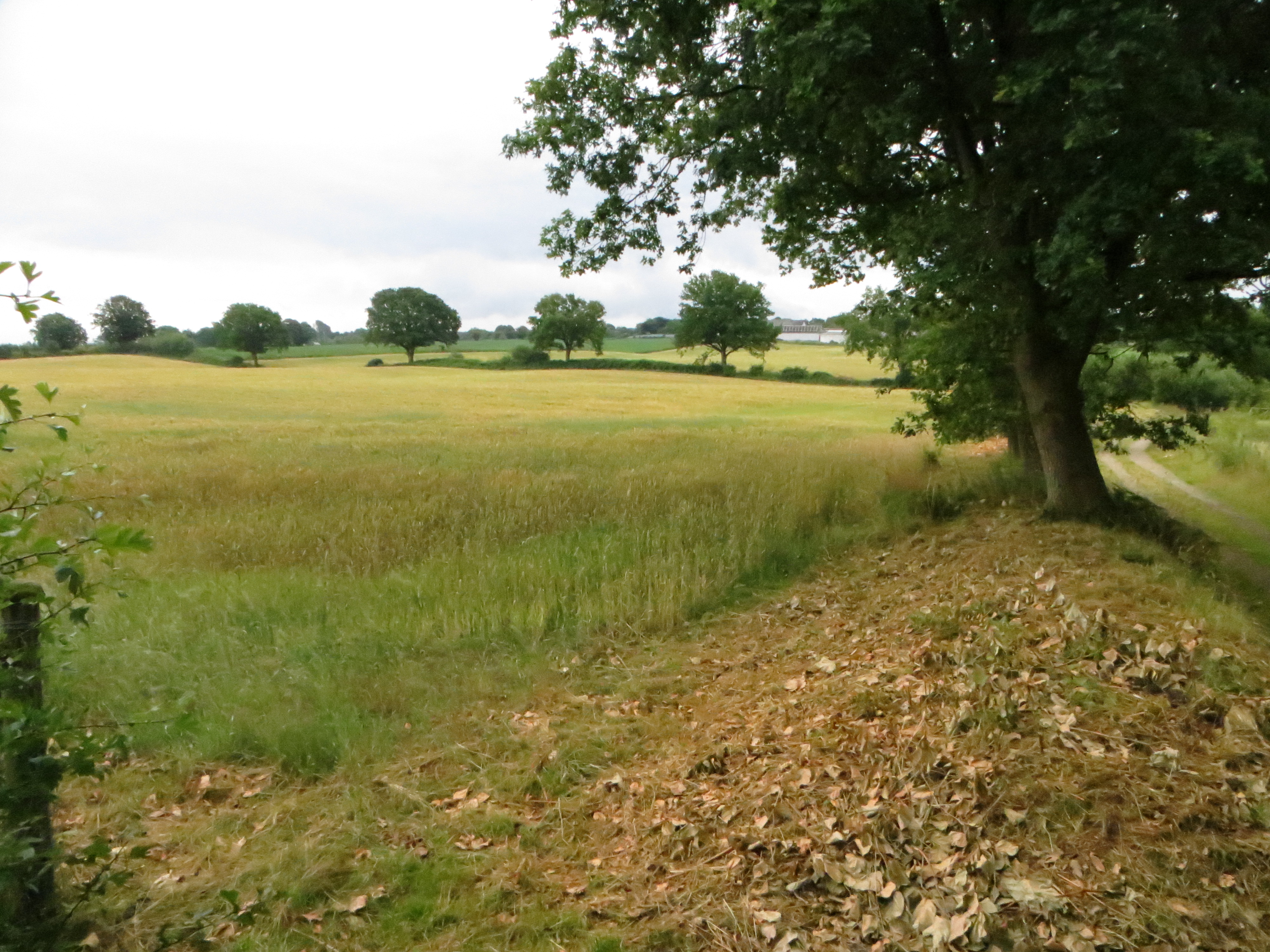
Blick vom Aussichtspunkt Blocksberg über das Blocksberger Gebiet

Selbst Anfang des 19. Jahrhunderts gab es anscheinend noch Flensburger, die an Hexerei glaubten. Vom Flensburger J. J. Callsen ist eine Anekdote aus den 1830er Jahren überliefert, in der auch der Blocksberg namentlich erwähnt wird. Callsen berichtete im Jahre 1901: „In den dreißiger Jahren habe ich noch eine alte Frau gekannt, die nach allgemeinem Volksurteil eine Hexe sein sollte. Sie ritt ganz bestimmt alljährlich auf einem Besenstiel auf den Blocksberg zum Hexentanz. Man hat sie zum Schornstein hinaus- und wieder hineinreiten sehen. Sie überschritt keinen Besenstiel, hieß es, und als sie einmal während des Dreschens in die große Diele unsers [...] Hauses trat, warf schnell der Knecht, als er sie in der Ferne kommen sah, ein Besenstiel quer vor den Eingang. Sie beachtete ihn nicht, ging ungeniert darüber weg, wie ich als Knabe aufmerksam beobachtete; trotzdem behauptete der Knecht steif und fest, sie wäre um den Besenstiel herumgegangen. Die alte Frau kam oft zu uns; sie hatte nichts Auffallendes an sich, im Gegenteil war sie uns Kindern sehr lieb. Sie hat meistens ihr Brot in unserem Backofen gebacken, zeichnete dasselbe durch einen mit mehreren Kreuzen versehenen Holzstempel, was von anderen als Hexenzeichen gedeutet wurde. Sie hat uns aber nie verhext.“ Neben dieser Anekdote existiert in Flensburg noch die Sage vom krähenden Hahn, in der das Motiv der Hexerei eine Rolle spielt, die aber im Gebiet Hohlwege spielt. Eine weitere Sage, Die davonfliegende Hexe, handelt in Husby, das ebenfalls nicht weit entfernt von Blocksberg liegt.

## Blocksberg heutzutage
Blocksberg wurde erst im Jahre 1910 mit Twedt zusammen eingemeindet. Das Gebiet liegt nach der Eingemeindung heutzutage im nordöstlichen Bereich von Engelsby und im südöstlichen Bereich von Mürwik. Das Gebiet wird von der Nordstraße in einen kleinen Südteil und einen großen Nordteil getrennt. Von der besagten Nordstraße, die seit dem Jahr 1954 die erwähnte Kreisbahn ersetzt, geht jeweils nach Süden und Norden der Feldweg Blocksberg ab. Das gesamte Gebiet östlich des Feldweges bis zur Grenze der Gemeinde Wees wird heutzutage Blocksberg genannt. Im Norden endet das Gebiet am Fördewald, der in diesem Bereich zum Gebiet Twedter Feld gehört. Das Gebiet westlich des nördlich verlaufenden Feldweges Blocksberg (er erhielt seinen Namen am 5. April 1961), gehört ebenfalls zu Twedter Feld. Das Gebiet westlich des südlich verlaufenden Feldweges Blocksberg, gehört zu Kauslund. Östlich des südlichen Blocksbergteils, liegt Himmershoi, das zu Wees gehört. Das Blocksberger Gebiet besteht weiterhin größtenteils aus Ackerfläche. Am Wegesrand der Nordstraße liegt der Hof Blocksberg, dessen Landwirt dem Ackerbau und der Rinderhaltung nachgeht. Am Rande des Gebietes liegt an der Stelle, wo früher die Heckkate lag, der Hof Geschlossenheck, der offenbar in Teilen schon auf dem Gemeindegebiet von Wees steht. Am südlichen Ende des Feldweges Blocksberg stehen des Weiteren drei Einfamilienhäuser. Dort befindet sich auch ein Blumenfeld, wo Blumen gegen Geld gepflückt werden dürfen.
Das Blocksberger Gebiet gehört zu den Landschaftsschutzgebieten der Stadt Flensburg. Man kann daher vom Naherholungsgebiet Vogelsang, über Blocksberg, ins Naturschutzgebiet Twedter Feld bis in den Fördewald gelangen und von dort weiter bis zur Stadt Glücksburg, so dass man sich dabei fast durchgehend in der freien unbebauten Natur aufhalten kann. Beim nördlichen Ende des Feldweges Blocksberg befindet sich heutzutage auf einem kleinen Hügel der Aussichtspunkt Blocksberg, der offenbar mit Hilfe des Naturschutzbundes Deutschlands angelegt wurde. Durch verschiedene Baumaßnahmen hat sich die Landschaftsformation wie erwähnt schrittweise verändert. Zuletzt wurden 2010 im Blockberger Gebiet direkt neben der Nordstraße Fernwärmerohre verlegt, womit Wees an die Fernwärme der Stadt Flensburg angeschlossen wurde, Dennoch dominiert heutzutage die Natur, zum großen Teil zwar in kultivierter Form, weiterhin das Gebiet.

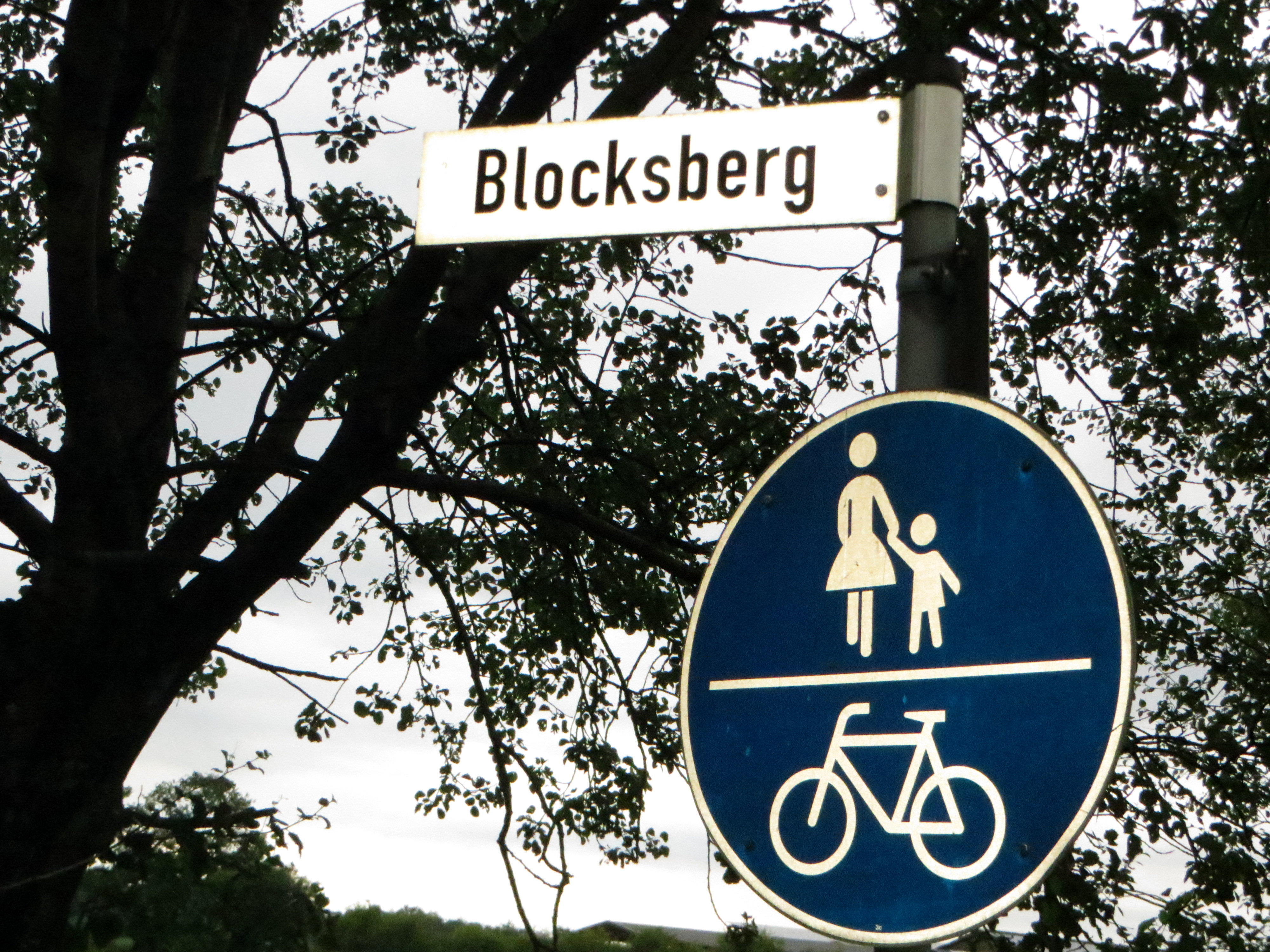
Straßenschild Blocksberg
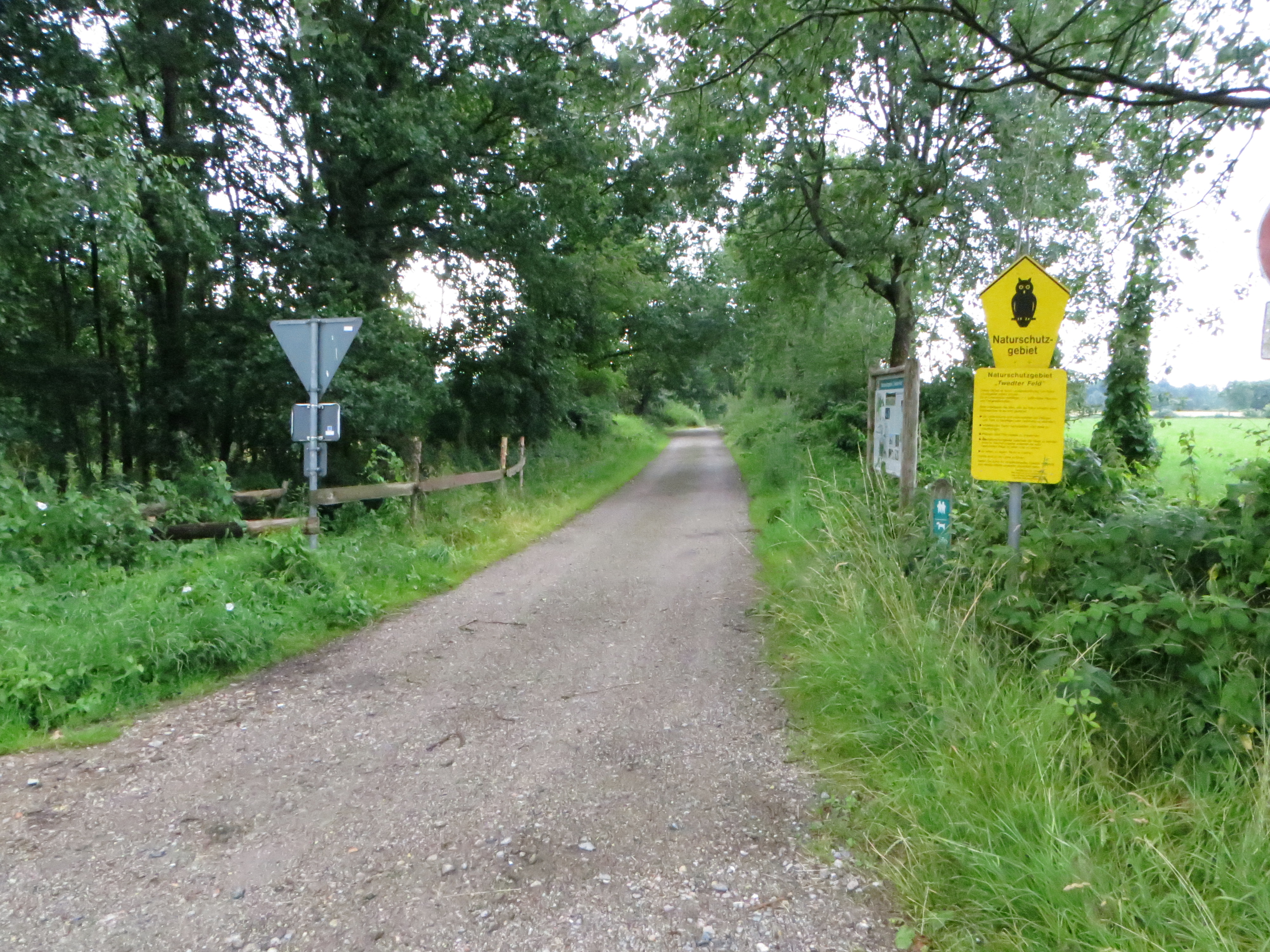
Der Feldweg Blocksberg Richtung Norden
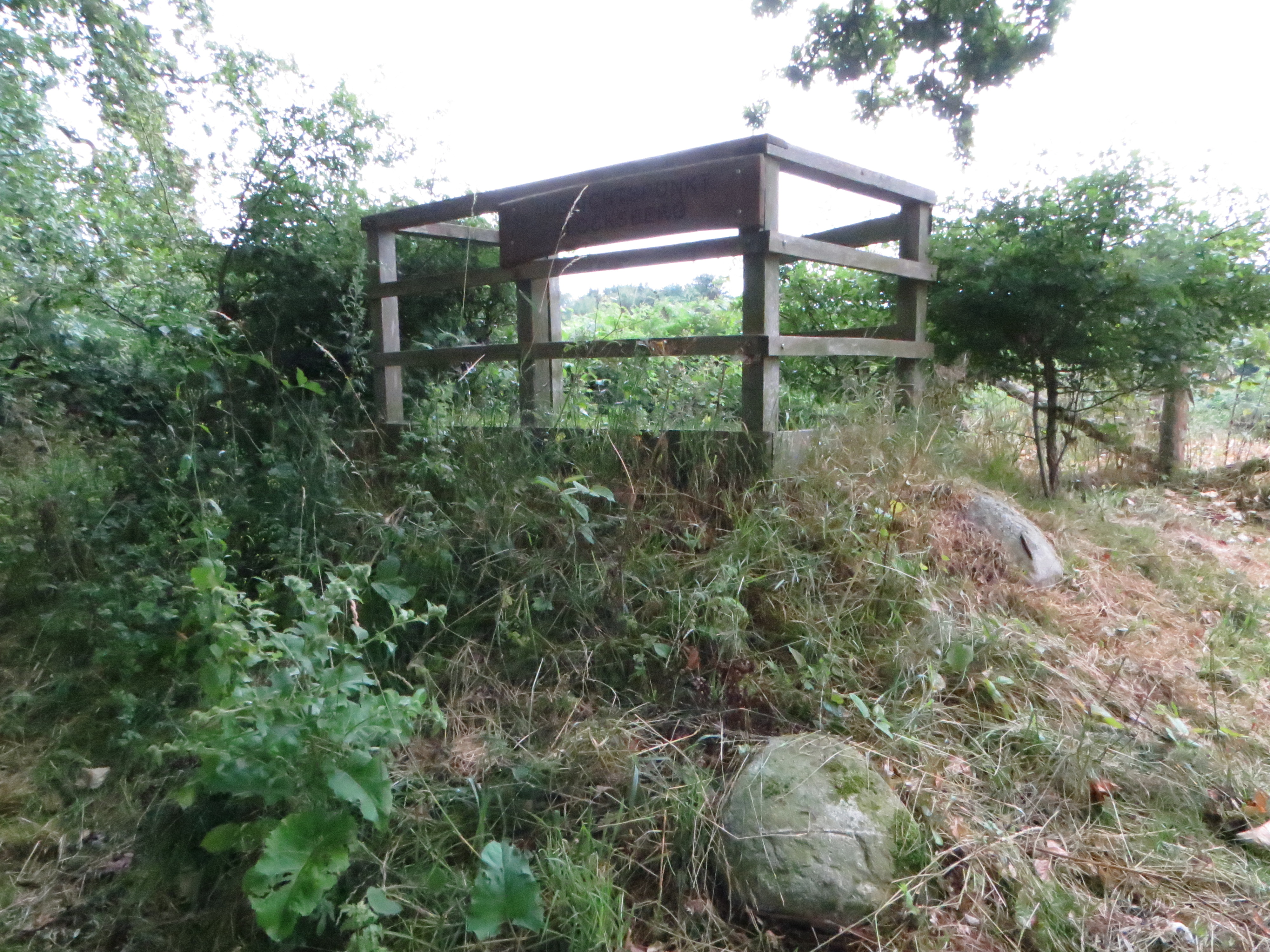
Aussichtspunkt Blocksberg
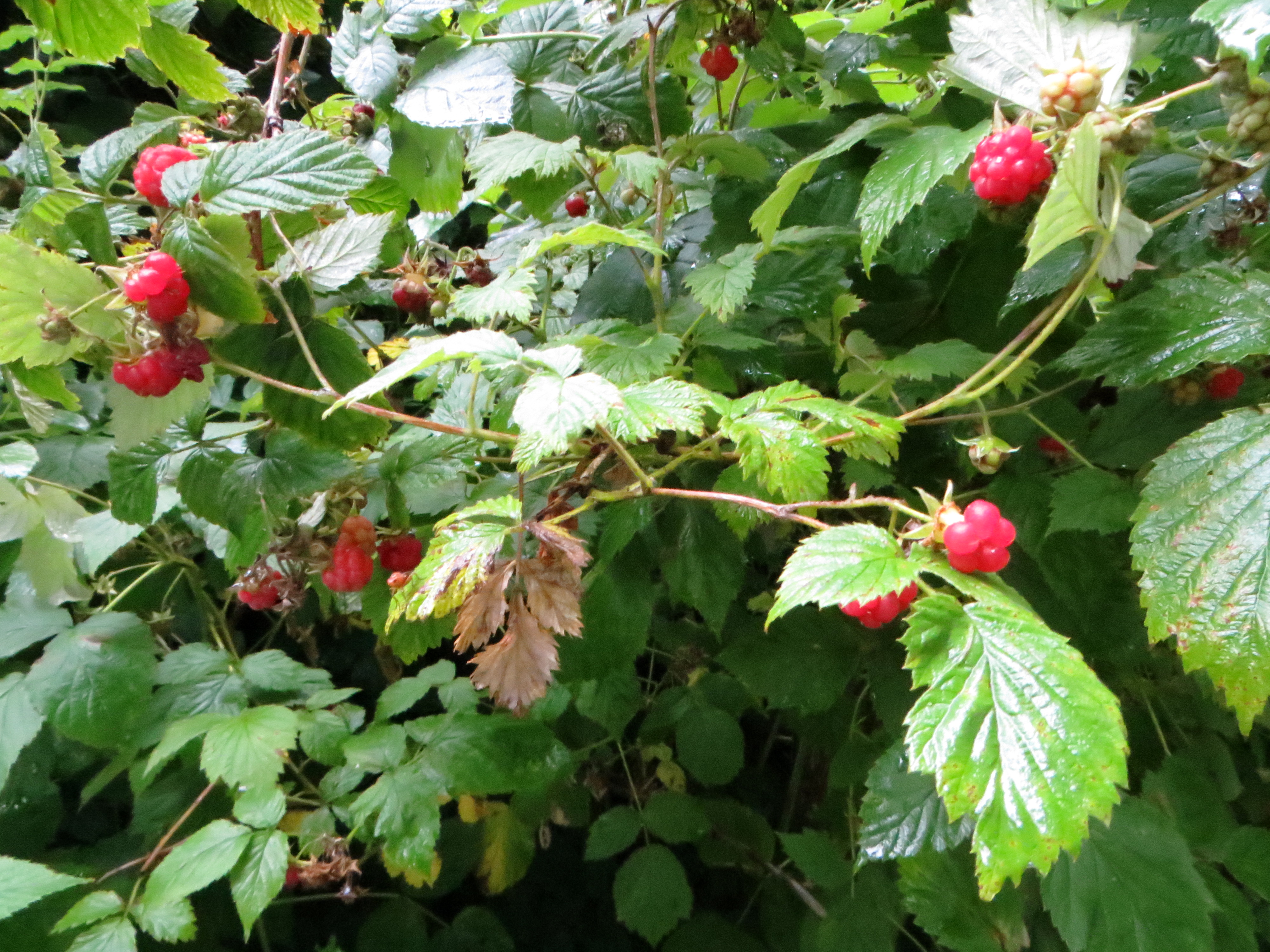
Himbeersträucher am Feldweg

## Weitere Blocksberge in der Nähe
Neben dem Flensburger Gebiet Blocksberg, existieren heute noch andere Blocksberge in der Nähe:
- Im benachbarten Glücksburg existiert die Straße Blocksberg, auf einer mit Einfamilienhäusern bebauten Anhöhe.
- Etwas weiter entfernt, trägt ein Ort in der Gemeinde Galmsbüll den Namen Blocksberg. Er ist zugleich Haltestelle der Kleinbahn Niebüll–Dagebüll.[37]
- Ebenfalls weiter entfernt, in  Kiel existiert die Straße Blocksberg, sie wurde aber offenbar im Jahre 1869, nach einem Gärtner namens Block, so benannt.

In Flensburg existiert außerdem noch die Straße Finisberg, beim Volkspark, welche auf den dortigen Venusberg verweist und seit dem Jahr 1793 belegt ist. Bei Venusbergen wurde ebenfalls manchmal ein Zusammenhang zu Hexen gezogen.